# 10 лет во Вселенной
«10 лет во Вселенной» — сборник группы «Иванушки International», выпущенный в ноябре 2005 года.

## О сборнике
В начале ноября 2005 года Первый канал анонсировал юбилейный концерт группы «10 лет во вселенной» и одноимённый сборник. В нём всего пять песен, исполненных Иванушками (одна из них — кавер-версия песни «Я спросил у ясеня» из кинофильма «Ирония судьбы, или С лёгким паром!»). Большинство композиций — кавер-версии песен Иванушек, исполненных группами КуБа, Корни, Фабрика, Любэ, певицей Глюк’oZa, певцом Михаилом Гребенщиковым, диджейским дуэтом Vengerov & Fedoroff и др.

## Рецензии музыкальных критиков
Музыкальный критик Рита Скитер из информационного агентства InterMedia в своей рецензии к сборнику отмечает:
…Это очень непонятное юбилейное издание. «Иванушки» с лёгкостью могли набрать отменных песен на полноценный «бест», но вместо этого продюсер Игорь Матвиенко решил выпустить гибрид сборника с трибьютом. Сами «Иванушки» на своём юбилейном альбоме поют лишь пять первых песен, из них только «Билетик в кино» и, может быть, «Я люблю» действительно заслуживают включения в «Бест». «Букет сирени» и «За горизонт» попали в трек-лист непонятно за какие заслуги. Таривердиевская «Я спросил у ясеня» в исполнении «Иванушек» тоже смотрится странно, однако в свете того, что начинается на диске после этой песни, можно понять, что слушателя просто готовят к худшему. Мол, если вы считаете «Я спросил у ясеня» дурным ремейком, то обратите внимание на «День рождения», спетый дуэтом «КуБа», или «Конечно, он», доверенный жуткому речитативу Михаила Гребенщикова. Эти дарования из ПЦ Матвиенко сумели опустить вовсе небезнадежные в прошлом песни ниже, как говорили в начале века, плинтуса. Если Миша позорит продюсера уже давно, то появление в обойме «матвиенковских» артистов девиц Куликовой и Балакиревой ещё ждёт своего исследователя. Может быть, в детстве Игорь Игоревич мечтал писать песни для злых кукол и теперь просто воплощает давнее стремление, работая с М.Гребенщиковым и «КуБой»? Хорошо бы тогда он делал это подальше от зрителя. Две песни на сборнике спели «Корни»: когда-то казалось, что им с «Иванушками» следовало бы обменяться репертуаром, хотя бы из соображений возраста исполнителей. Краткосрочный эксперимент показал, что от перемены слагаемых сумма не изменяется: «Корни» исполнили «Об этом я буду кричать всю ночь» и «Рыжую» старательно, но совершенно безлико. К знаменитым «Тучам» «Иванушки» подошли как к смертельно надоевшему произведению, с помощью струнных оркестров превратив их в нечто абсолютно непохожее на оригинал: результат — на любителя, хотя нельзя не заметить, что раньше они звучали душевнее. Не особенно искрометным получился и ремикс «Тополиного пуха» от Венгерова и Федорова. Вообще, к приятным неожиданностям «трибьюта» можно отнести только деликатное исполнение Глюкозой вариации на тему соринской песни «Я его ищу» и трек «Малина» от группы «Фабрика». Нежные девичьи голоса наконец-то придали этой песне смысл, совершенно неуловимый в ту пору, когда это пели вокалисты «Иванушек» мужского пола. Словом, «10 лет во Вселенной» получились менее захватывающими, чем легенда об «Иванушках».

## Список композиций
Вся музыка написана И. Матвиенко, кроме пятой композиции, а также четырнадцатая композиция в соавторстве с Vengerov & Fedoroff.
| №                   | Название                                           | Текст песни                               | Длительность |
| ------------------- | -------------------------------------------------- | ----------------------------------------- | ------------ |
| 1.                  | «Букет сирени»                                     | А. Шаганов                                | 4:13         |
| 2.                  | «Я люблю»                                          | А. Шаганов                                | 3:45         |
| 3.                  | «Билетик в кино»                                   | И. Матвиенко, А. Шаганов                  | 3:48         |
| 4.                  | «За горизонт»                                      | И. Матвиенко, П. Жагун                    | 3:28         |
| 5.                  | «Я спросил у ясеня»                                | В. Киршон                                 | 3:54         |
| 6.                  | «День рождения» (исп. КуБа)                        | А. Шаганов                                | 3:44         |
| 7.                  | «Об этом я буду кричать всю ночь» (исп. Корни)     | К. Арсенев                                | 3:13         |
| 8.                  | «Малина» (исп. Фабрика)                            | М. Андреев                                | 3:38         |
| 9.                  | «Я его ищу» (исп. Глюк’oZa)                        | И. Сорин                                  | 2:28         |
| 10.                 | «Конечно он» (исп. М. Гребенщиков)                 | А. Шаганов                                | 3:19         |
| 11.                 | «Тучи (REMIX)»                                     | А. Шаганов (муз. Трио оркестр «Вибрация») | 5:05         |
| 12.                 | «Рыжая» (исп. Корни)                               | И. Матвиенко                              | 3:49         |
| 13.                 | «Чукча в Бразилии» (исп. Иванушки и Любэ)          | И. Сорин                                  | 3:48         |
| 14.                 | «Тополиный пух (REMIX)» (исп. Vengerov & Fedoroff) | М. Андреев, Vengerov & Fedoroff           | 3:58         |
| Общая длительность: | Общая длительность:                                | Общая длительность:                       | 52:17        |

## Участники записи

### Иванушки International
- Олег Яковлев
- Андрей Григорьев-Апполонов
- Кирилл Андреев

### Дополнительные музыканты
- Глюк’oZa — вокал в песне (9)
- Vengerov & Fedoroff — вокал в песне (14)
- трио Вибрация, оркестр Стихия — вокал в песне (11)
- Корни — вокал в песне (7), (12)
- Фабрика — вокал в песне (4),(8)
- Любэ — вокал в песне (13)
- Михаил Гребенщиков — вокал в песне (10)
- КуБа — вокал в песне (6)

### Производство
- Ирина Мильцина — бэк-вокал
- Олег Кацура — бэк-вокал
- Игорь Матвиенко — композитор, продюсер, аранжировка
- Игорь Полонский — сопродюсер аранжировка
- Игорь Матвиенко, Микаэл Тариверди́ев - авторы музыки
- Александр Шаганов, Михаил Андреев, Игорь Матвиенко, Павел Жагун, Игорь Сорин, Владимир Киршон, Константин Арсенев, Vengerov & Fedoroff - авторы стихов
- Дмитрий Минаев — звукоинженер
- Олег Головко — директор группы

### Видеоклипы
На четыре песни этого альбома были сняты клипы:
- «Букет сирени» — реж. Дмитрий Захаров
- «Я люблю» — реж. Роман Прыгунов
- «Билетик в кино» — реж. Фёдор Бондарчук
- «За горизонт» — реж. Глеб Орлов

## Награды
Следующие песни этого альбомы были отмечены музыкальными премиями:
- «Билетик в кино» — лауреат премии Золотой граммофон 2004 и Песня Года 2003